# Trioctylzinn-Verbindungen
Trioctylzinn-Verbindungen (abgekürzt TOT nach englisch Trioctyltin) sind zinnorganische Verbindungen mit drei Octylgruppen. Außer als Zwischenprodukt zur Herstellung von Monooctylzinn-Verbindungen und Dioctylzinn-Verbindungen sind sie industriell nicht bedeutend.

## Vertreter
- Trioctylzinnchlorid[S 1]
- Trioctylzinnazid[S 2]

## Externe Links zu erwähnten Verbindungen
1. ↑  Externe Identifikatoren von bzw. Datenbank-Links zu Trioctylzinnchlorid:  CAS-Nr.: 2587-76-0, EG-Nr.: 219-969-8, ECHA-InfoCard: 100.018.155, PubChem: 75757, ChemSpider: 68270, Wikidata: Q27251878.
2. ↑  Externe Identifikatoren von bzw. Datenbank-Links zu Trioctylzinnazid:  CAS-Nr.: 154704-56-0, EG-Nr.: 604-973-8, ECHA-InfoCard: 100.127.633, PubChem: 71354122, ChemSpider: 23349918, Wikidata: Q82741454.